# Hněvotín
Hněvotín (deutsch Nebotein) ist eine Gemeinde in Tschechien. Sie liegt sieben Kilometer südwestlich des Stadtzentrums von Olomouc und gehört zum Okres Olomouc.

## Geographie
Hněvotín befindet sich in der Obermährischen Senke (Hornomoravský úval). Das Dorf liegt in der Quellmulde des Baches Hněvotínský potok, der auch gelegentlich als Oberlauf der Stouska angesehen wird. Nordöstlich erhebt sich der Topolanský vrch (267 m), im Osten die Cihelna (Ziegelschlag, 264 m), südlich die Pod Lipkou (Oberpolipka, 275 m) und die Na Skále sowie im Westen der Sedmiměřický (253 m).
Nachbarorte sind Topolany im Norden, Neředín und Nová Ulice im Nordosten, Slavonín im Osten, Nedvězí im Südosten, Bystročice, Žerůvky und Olšany u Prostějova im Süden, Lutín im Südwesten, Slatinice und Luběnice im Westen sowie Rataje, Těšetice und Ústín im Nordwesten.
Zweieinhalb Kilometer östlich des Dorfes verläuft die Olmützer Westumfahrung durch die Schnellstraße R 35/E 442. Dort zweigt an der Abfahrt 267 die Schnellstraße R 46/E 462 nach Prostějov ab.

## Geschichte
Archäologische Funde belegen eine frühzeitliche Besiedlung des Gemeindegebiets. Dazu gehören Keramikreste aus der Jungsteinzeit sowie ein 1935 an der Blata aufgefundenes Grab aus der Glockenbecherkultur.
Die erste schriftliche Erwähnung des Dorfes Gnevotin erfolgte 1078, als Herzog Otto I. das Dorf zusammen mit weiteren Gütern dem von seinem Vater Břetislav I. gegründeten Benediktinerkloster Hradisko schenkte. Im Jahre 1141 wurde Gnevotine im Güterverzeichnis des Olmützer Bischofs Heinrich Zdik als Besitz der Kathedrale St. Wenzel aufgeführt. Im Zuge der Landeskolonisation durch König Ottokar II. Přemysl erfolgte im 13. Jahrhundert der Zuzug deutscher Siedler, die das Dorf Nebotein nannten. Unter Wenzel II. wurde Nebotein 1291 zum Besitztum der Königsstadt Olmütz. Im Jahre 1410 wurde der Ort als Nebetin, 1412 als Newetein, ab 1414 als Hněvotín, ab 1430 als Nebetein und ab 1600 als Nebotein bezeichnet. Während des Dreißigjährigen Krieges hielten die Schweden von 1642 bis 1650 die Gegend besetzt. Nach deren Abzug erhöhte die Stadt Olmütz die Fronpflichten um weite Fuhrdienste; dabei wurden die Neboteiner Untertanen zu Holzfuhren aus dem Niederen Gesenke von Deutsch Hause nach Olmütz verpflichtet. Seit 1657 ist eine Schule nachweisbar. Das älteste Ortssiegel stammt von 1670; es zeigt den hl. Leonhard und trägt die Umschrift SIGEL DES DORF NEBETEIN. Im Jahre 1680 brannte das ganze Dorf nieder. Die Matriken werden seit 1704 vor Ort geführt. Weitere Namensformen waren Nebotín (ab 1720) und Nebotinium (1771). Im Jahre 1757 brannte das Schulhaus nieder. Weitere Großbrände brachen in den Jahren 1783, 1820 und 1832 aus; dabei wurden auch die Kirche und das Pfarrhaus zerstört. Der sich im 19. Jahrhundert in ganz Europa entwickelnde Nationalismus beeinträchtigte das Zusammenleben von Tschechen und Deutschen in Nebotein. Bis zur Mitte des 19. Jahrhunderts blieb das Dorf immer nach Olmütz untertänig.
Nach der Aufhebung der Patrimonialherrschaften bildete Nebotín/Nebotein ab 1850 eine Gemeinde in der Bezirkshauptmannschaft Olmütz. Die Bewohner des Dorfes lebten von der Landwirtschaft, in der zweiten Hälfte des 19. Jahrhunderts erlangte die Käserei Bedeutung, deren Quargel bis nach Wien und Triest gehandelt wurden. Weitere bedeutsame Arbeitgeber waren die Pumpenwerke Sigmund in Luttein, in denen vor allem Tschechen arbeiteten, sowie die Kalksteinbrüche. Zwischen 1871 und 1872 entstand ein neues Schulgebäude. Seit 1880 bildeten die Deutschen die Mehrheit der Einwohner. Beide Bevölkerungsgruppen bildeten eigene Vereine. Da in der Schule ausschließlich in deutscher Sprache unterrichtet wurde und die deutsche Bevölkerungsgruppe tschechischen Unterricht ablehnte, bildete sich 1897 ein Verein zur Errichtung einer tschechischen Privatschule. Dieser eröffnete am 1. Oktober 1902 eine tschechische Schule, die von 25 Kindern besucht wurde. Nachdem der Gemeinderat acht Tage später die Schließung der tschechischen Schule verfügt hatte, beschäftigte der Schulstreit schließlich den Zentralen Schulausschuss (Výbor Ústřední Matice školské) in Prag. Dieser bewilligte die Privatschule mit der Auflage, fakultativ wöchentlich drei Stunden Unterricht in deutscher Sprache anzubieten. Der Streit wurde letztlich noch in Wien vor Gericht weitergeführt, das 1904 die Legalität der tschechischen Schule bestätigte. Im Jahre 1912 entstand ein tschechischer Kindergarten. Nach der Gründung der Tschechoslowakei verschärften sich die Konflikte zwischen beiden Bevölkerungsgruppen weiter. In den Jahren 1920 und 1921 wurde das Dorf elektrifiziert. Ab 1921 gehörte die Gemeinde zum Okres Olomouc-venkov. Die tschechische Privatschule wurde 1924 in eine Bürgerschule umgewandelt und bezog 1929 ein neues Gebäude. 1926 nahm die Buslinie Olmütz – Nebotein – Luttein – Latein den Verkehr auf. Nach dem Münchner Abkommen verblieb die deutsche Sprachinsel Nebotein bei der „Resttschechei“. Nach der deutschen Besetzung wurde die tschechische Bürgerschule nach Tešetice verlegt und die tschechischen Lehrer in Konzentrationslager verbracht. Nach dem Ende des Zweiten Weltkrieges begann die Vertreibung der etwa 600 deutschsprachigen Einwohner von Hněvotín. Zugleich wurden im Ort die tschechische Grundschule und der Kindergarten wiedereröffnet. Ab 1949 gehörte die Gemeinde zum Okres Olomouc-okolí. Mit der Schließung der Käserei Zelenka erlosch am 27. Mai 1950 die Tradition der Quargelherstellung in Hněvotín. Seit 1961 gehört Hněvotín zum Okres Olomouc.

## Gemeindegliederung
Für die Gemeinde Hněvotín sind keine Ortsteile ausgewiesen.

## Sehenswürdigkeiten

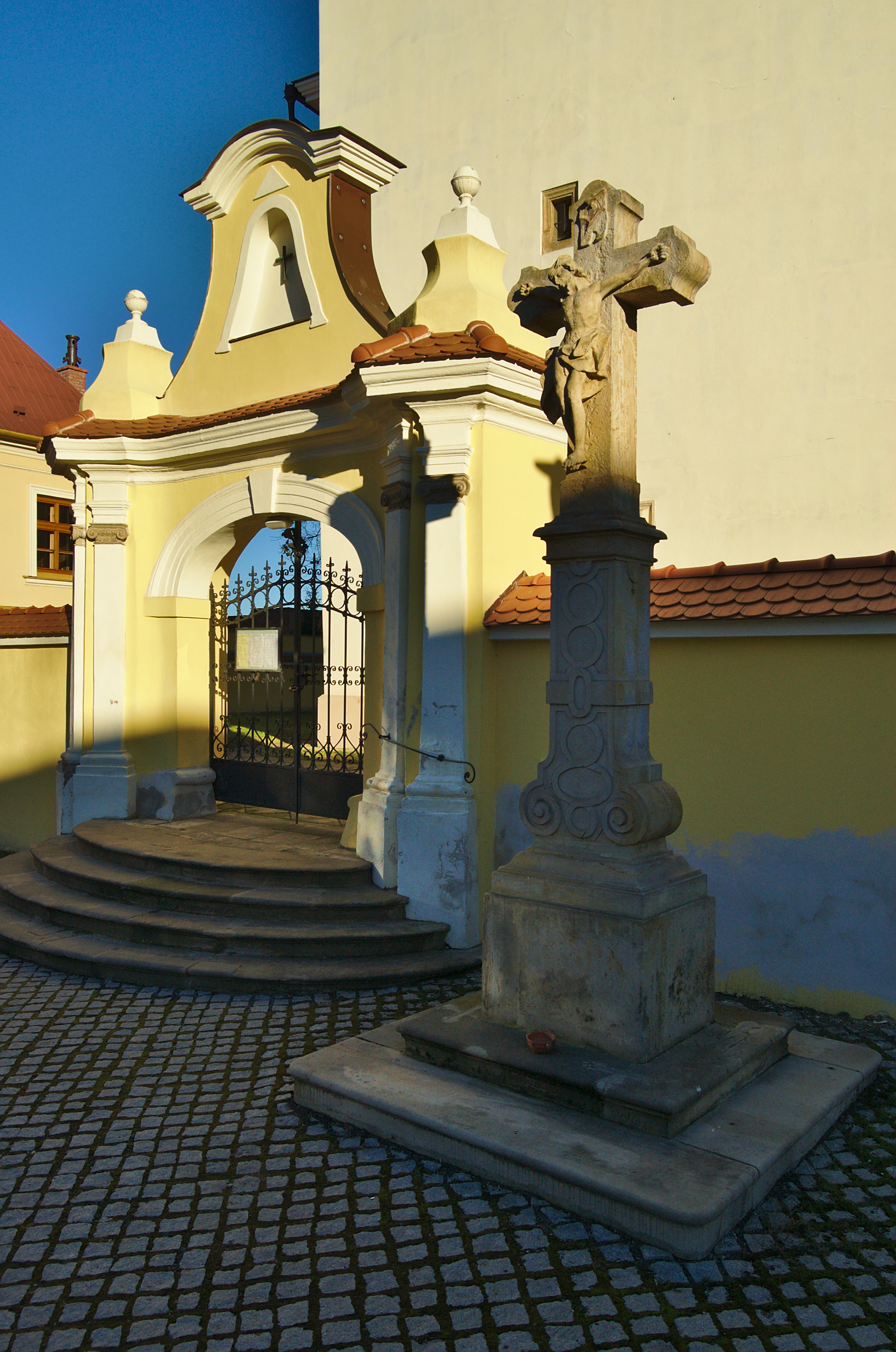
Tor zur Kirche des hl. Leonhard

- Kirche des hl. Leonhard, erbaut 1774–1776, sie wird von einer Kirchhofsmauer mit Eingangstor umgeben
- Barockes Pfarrhaus, errichtet 1554
- Barocke Marienstatue mit Arkadenkapelle, erbaut 1870
- Minimalistisches Einfamilienhaus Nr. 409, errichtet zwischen 2005 und 2006 vom Architekturbüro Archteam[4]
- Kapelle mit Glockenturm aus dem 19. Jahrhundert
- mehrere Kreuze
- Nationales Naturreservat Na skále mit Steppenflora im ehemaligen Kalksteinbruchgebiet südlich des Dorfes

## Wirtschaft
Seit 1991 betreibt der Hersteller von Einkaufswagen Wanzl ein Produktionswerk.